# Velma (Oklahoma)
Velma es un pueblo ubicado en el condado de Stephens en el estado estadounidense de Oklahoma. En el año 2010 tenía una población de 	620 habitantes y una densidad poblacional de 	167,57 personas por km².

## Geografía
Velma se encuentra ubicado en las coordenadas 34°27′9″N 97°40′6″O / 34.45250, -97.66833 (34.452394, -97.668439).

## Demografía
Según la Oficina del Censo en 2000 los ingresos medios por hogar en la localidad eran de $30,341 y los ingresos medios por familia eran $34,286. Los hombres tenían unos ingresos medios de $32,083 frente a los $16,136 para las mujeres. La renta per cápita para la localidad era de $12,010. Alrededor del 17.8% de la población estaban por debajo del umbral de pobreza.